# Mémorial Capablanca
Le mémorial Capablanca est un tournoi international d'échecs organisé  depuis 1962 à Cuba en hommage au champion du monde d'échecs cubain José Raúl Capablanca. Depuis 1974, en plus du tournoi principal, des tournois B et C ont également lieu chaque année. La plupart des années, le tournoi était organisé à La Havane ou à Cienfuegos. En 2016 et 2017, le mémorial se déroule à Varadero.

## Palmarès du tournoi principal (tournoi Élite)

### Multiples vainqueurs
| 8 victoires (en 10 participations) Vassili Ivantchouk (en 2005, 2006, 2007, 2010, 2011, 2012, 2016 et 2019) 4 victoires (en 8 participations) Tony Miles (en 1994, 1995, 1996 et 1999) 3 victoires - Vassily Smyslov (en 1964, 1965 et 1973) - Carlos García Palermo (en 1985, 1986 et 1987) - Leinier Domínguez (en 2004, 2008 et 2009) | 2 victoires - Viktor Kortchnoï (en 1963 et 1969) - Ulf Andersson (en 1974 et 1975) - Guillermo García González (en 1977 et 1980) - Alonso Zapata (en 1980 et 1994) - Amador Rodriguez (en 1984 et 1989) - Julio Granda Zúñiga (en 1986 et 2003) |

### Premiers tournois (1962 à 1973)
Dans les années 1960, l'initiateur du tournoi, Che Guevara, était directeur de la banque nationale et ministre de l'industrie. Il fit du mémorial Capablanca le tournoi le mieux payé du monde.
Le premier tournoi fut organisé du 20 avril au 20 mai 1962 dans l'hôtel Habana Libre de La Havane. Le champion argentin Miguel Najdorf le remporta devant 21 autres joueurs dont Lev Polougaïevski, Boris Spassky, Svetozar Gligorić, Vassily Smyslov et Borislav Ivkov.
En 1965, le champion américain Bobby Fischer avait été invité avec une prime de participation de 3 000 dollars américains mais le département d'État américain ne l'autorisa pas à se rendre sur l'île alors que le grand maître américain Larry Evans l'avait été l'année précédente (de fait, Larry Evans était aussi journaliste). Pour résoudre la situation, Fischer disputa les parties depuis New York : il transmettait ses coups par télex à Cuba.
| Éd. | Année | Lieu       | Vainqueur(s)                      | Deuxième(s)                              | Troisième(s)                               | Joueurs |
| --- | ----- | ---------- | --------------------------------- | ---------------------------------------- | ------------------------------------------ | ------- |
| 1   | 1962  | La Havane  | Miguel Najdorf                    | Boris Spassky Lev Polougaïevski          |                                            | 22      |
| 2   | 1963  | La Havane  | Viktor Kortchnoï                  | Mikhaïl Tal Efim Geller Ludek Pachman    |                                            | 22      |
| 3   | 1964  | La Havane  | Vassily Smyslov Wolfgang Uhlmann  |                                          | Mark Taïmanov                              | 22      |
| 4   | 1965  | La Havane  | Vassily Smyslov                   | Borislav Ivkov Efim Geller Bobby Fischer |                                            | 22      |
| 5   | 1967  | La Havane  | Bent Larsen                       | Mark Taïmanov                            | Vassily Smyslov                            | 20      |
| 6   | 1968  | La Havane  | Ratmir Kholmov                    | Leonid Stein Alekseï Souétine            |                                            | 15      |
| 7   | 1969  | La Havane  | Alekseï Souétine Viktor Kortchnoï |                                          | Svetozar Gligoric                          | 16      |
| 8   | 1971  | La Havane  | Vlastimil Hort                    | Efim Geller                              | Georgi Tringov                             | 16      |
| 9   | 1972  | Cienfuegos | Anatoli Lein                      | Igor Platonov                            | Zoltan Ribli                               | 20      |
| 10  | 1973  | Cienfuegos | Vassili Smyslov                   | Wolfgang Uhlmann                         | Guennadi Kouzmine Silviano Garcia Martinez | 22      |

### 1974 à 2000
De 1962 à 1973, un seul tournoi était organisé. Depuis 1974, plusieurs tournois sont organisés. En 1974, le tournoi A (catégorie IX) fut remporté par Ulf Andersson et le tournoi B (tournoi de maîtres, catégorie IV) par Raymond Keene devant Amador Rodriguez. En 1980 et 1984, les deux tournois principaux organisés à Cienfuegos étaient de forces comparables,.
| Édition Année | Édition Année | Lieu       | Vainqueur(s)                                                  | Deuxième(s)                                                            | Troisième(s)                                               | Joueurs |
| ------------- | ------------- | ---------- | ------------------------------------------------------------- | ---------------------------------------------------------------------- | ---------------------------------------------------------- | ------- |
| 11            | 1974          | Camagüey   | Ulf Andersson (tournoi A, cat. IX)                            | Edouard Goufeld                                                        | Evgueni Vassioukov Rainer Knaak                            | 16      |
| 12            | 1975          | Cienfuegos | Ulf Andersson                                                 | Iouri Balachov Evgueni Vassioukov                                      |                                                            | 18      |
| 13            | 1976          | Cienfuegos | Boris Gulko                                                   | Guðmundur Sigurjónsson Iouri Razouvaïev                                |                                                            | 15      |
| 14            | 1977          | Cienfuegos | Oleg Romanichine Guillermo García González                    |                                                                        | Ulf Andersson                                              | 18      |
| 15            | 1979          | Cienfuegos | Evgueni Svechnikov                                            | Larry Christiansen                                                     | Győző Forintos                                             | 14      |
| 16a           | 1980          | Cienfuegos | Alonso Zapata Ľubomír Ftáčnik (tournoi 1, cat. VIII)          |                                                                        | Rainer Knaak Attila Grószpéter                             | 14      |
| 16b           | 1980          | Cienfuegos | Guillermo Garcia Gonzalez (tournoi 2, cat. VII)               | Iouri Razouvaïev                                                       | Helmut Pfleger Gildardo García Reynaldo Vera               | 14      |
| 17            | 1981          | Cienfuegos | Vitali Tsechkovski                                            | Adrian Mikhaltchichine Aleksandr Tchernine                             |                                                            | 16      |
| 18a           | 1983          | Cienfuegos | Lev Psakhis                                                   | Eduard Prandstetter                                                    | Manuel Rivas Alonso Zapata                                 | 12      |
| 18b           | 1983          | Cienfuegos | Jesus Nogueiras                                               | Peter Lukács                                                           | Guillermo Garcia Valentin Lukov Reynaldo Vera Nestor Veiez | 12      |
| 19a           | 1984          | Cienfuegos | Amador Rodriguez Rainer Knaak (tournoi 1, cat. VIII)          |                                                                        | Guillermo Garcia Reynaldo Vera Gueorgui Agzamov            | 14      |
| 19b           | 1984          | Cienfuegos | Jesus Nogueiras (tournoi 2, cat. IX)                          | Miha-Viorel Ghindă Stefano Tatai                                       |                                                            | 14      |
| 20a           | 1985          | La Havane  | Borislav Ivkov (tournoi 1, cat. IX)                           | Amador Rodriguez Juan Bellon Silviano Garcia Martinez Jaime Sunye Neto |                                                            | 14      |
| 20b           | 1985          | La Havane  | Carlos Garcia Palermo (tournoi 2)                             | Guillermo Garcia Gonzalez                                              |                                                            | 13      |
| 21a           | 1986          | La Havane  | Carlos Garcia Palermo Julio Granda Zúñiga (tournoi 1, cat. X) |                                                                        | Ievgueni Vladimirov                                        | 14      |
| 21b           | 1986          | La Havane  | Ievgueni Pigoussov Péter Lukács (tournoi 2, cat. VIII)        |                                                                        |                                                            | 13      |
| 22a           | 1987          | Camagüey   | Carlos Garcia Palermo Denis Verduga (tournoi cat. X)          |                                                                        | Alonso Zapata                                              | 13      |
| 22b           | 1987          | Camagüey   | Joaquin Carlos Diaz                                           | Guennadi Zaïtchik Milorad Knezevic                                     |                                                            | 13      |
| 23            | 1988          | La Havane  | Zurab Azmaiparashvili (tournoi cat. XI)                       | Julio Granda Zúñiga                                                    | Iossif Dorfman                                             | 12      |
| 24            | 1989          | Holguín    | Amador Rodriguez                                              | Stefan Djuric                                                          | Viktor Moskalenko Lexy Ortega Walter Arencibia             | 13      |
| 25            | 1990          | La Havane  | Adelkis Remón                                                 | Hans Grünberg                                                          | Vadim Rouban Amador Rodriguez Walter Arencibia             | 14      |
| 26            | 1991          | La Havane  | Valeri Neverov                                                | Walter Arencibia                                                       | Alonso Zapata                                              | 13      |
| 27            | 1992          | Matanzas   | Henry Urday Cáceres                                           | Marcel Sisniega Amador Rodriguez                                       |                                                            | 14      |
| 28            | 1993          | Matanzas   | Mark Hebden                                                   | Jesus Nogueiras                                                        | Reynaldo Vera Jordi Magem                                  | 14      |
| 29            | 1994          | Matanzas   | Loek van Wely Tony Miles Alonso Zapata                        |                                                                        |                                                            | 12      |
| 30            | 1995          | Matanzas   | Tony Miles                                                    | Loek van Wely                                                          | Roberto Cifuentes                                          | 14      |
| 31            | 1996          | Cienfuegos | Tony Miles                                                    | Walter Arencibia                                                       | Iván Morovic                                               | 14      |
| 32            | 1997          | Cienfuegos | Péter Lékó                                                    | Tony Miles                                                             | Walter Arencibia Iván Morovic Kevin Spraggett              | 12      |
| 33            | 1998          | La Havane  | Robert Hübner Iván Morovic Yaacov Zilberman                   |                                                                        |                                                            | 12      |
| 34            | 1999          | La Havane  | Tony Miles                                                    | Suat Atalik Julio Berena Rivero Lázaro Bruzón                          |                                                            | 14      |
| 35            | 2000          | Varadero   | Aleksandr Voljine                                             | Walter Arencibia                                                       | Alexandre Le Siège Tomáš Oral                              | 14      |

### Depuis 2001
| Édition Année | Édition Année | Lieu      | Vainqueur(s)                      | Deuxième(s)                                       | Troisième(s)                                         | Joueurs                          |
| ------------- | ------------- | --------- | --------------------------------- | ------------------------------------------------- | ---------------------------------------------------- | -------------------------------- |
| 36            | 2001          | La Havane | Francisco Vallejo Pons            | Hannes Stefánsson                                 | Leinier Dominguez Ulf Andersson Thomas Luther        | 13                               |
| 37            | 2002          | La Havane | Lázaro Bruzón                     | Leinier Dominguez                                 | Jesus Nogueiras                                      | 10                               |
| 38            | 2003          | La Havane | Julio Granda Zúñiga               | Lázaro Bruzón                                     | Iván Morovic Leinier Dominguez Viatcheslav Ikonnikov | 12                               |
| 39            | 2004          | La Havane | Leinier Domínguez                 | Lázaro Bruzón                                     | Neuris Delgado Rubén Felgaer Walter Arencibia        | 12                               |
| 40            | 2005          | La Havane | Vassili Ivantchouk                | Lázaro Bruzón                                     | Leinier Dominguez Neuris Delgado                     | 7 (tournoi à deux tours)         |
| 41            | 2006          | La Havane | Vassili Ivantchouk                | Ievgueni Bareïev                                  | Kamil Mitoń                                          | 6 (tournoi à deux tours)         |
| 42            | 2007          | La Havane | Vassili Ivantchouk                | Leinier Dominguez Vugar Gashimov                  |                                                      | 10                               |
| 43            | 2008          | La Havane | Leinier Domínguez                 | Farroukh Amonatov Igor Khenkin                    |                                                      | 10                               |
| 44            | 2009          | La Havane | Leinier Domínguez                 | Boris Savtchenko                                  | Georg Meier                                          | 6 joueurs (tournoi à deux tours) |
| 45            | 2010          | La Havane | Vassili Ivantchouk                | Ian Nepomniachtchi                                | Leinier Dominguez Nigel Short                        | 6 joueurs (tournoi à deux tours) |
| 46            | 2011          | La Havane | Vassili Ivantchouk (au départage) | Lê Quang Liêm (ex æquo)                           | Dmitri Andreïkine                                    | 6 joueurs (tournoi à deux tours) |
| 47            | 2012,         | La Havane | Vassili Ivantchouk                | Ian Nepomniachtchi Leinier Dominguez              |                                                      | 6 joueurs (tournoi à deux tours) |
| 48            | 2013          | La Havane | Zoltán Almási                     | Yuniesky Quezada Leinier Domínguez                |                                                      | 6 joueurs (tournoi à deux tours) |
| 49            | 2014          | La Havane | Wesley So                         | Lázaro Bruzón                                     | Leinier Dominguez                                    | 6 joueurs (tournoi à deux tours) |
| 50            | 2015          | La Havane | Yu Yangyi                         | Dmitri Andreïkine Pavel Eljanov                   |                                                      | 6 joueurs (tournoi à deux tours) |
| 51            | 2016          | Varadero  | Vassili Ivantchouk                | Youriï Kryvoroutchko                              | Ivan Chéparinov Zoltán Almási                        | 6 joueurs (tournoi à deux tours) |
| 52            | 2017          | Varadero  | Krishnan Sasikiran                | Vassili Ivantchouk Samuel Shankland               |                                                      | 6 joueurs (tournoi à deux tours) |
| 53            | 2018          | La Havane | Samuel Shankland                  | Alekseï Dreïev                                    | David Antón Guijarro                                 | 6 joueurs (tournoi à deux tours) |
| 54            | 2019          | La Havane | Vassili Ivantchouk                | David Antón Guijarro Samuel Sevian                |                                                      | 6 joueurs (tournoi à deux tours) |
| 55            | 2022          | La Havane | Hans Niemann                      | Vasif Durarbəyli Surya Ganguly Luis Quesada Perez |                                                      | 10                               |
| 56            | 2023          | La Havane | Jonas Bjerre                      | Alexandr Fier                                     | Luis Quesada Perez                                   | 10                               |
| 57            | 2024          | La Havane | Ruslan Ponomariov                 | Carlos Daniel Albornoz Cabrera                    | Luis Quesada Perez                                   | 6                                |
| 58            | 2025          | La Havane | Jonas Bjerre                      | Volodar Mourzine                                  | Arseni Nesterov                                      | 5                                |

## Tables des éditions récentes

### Édition 2011
Le tournoi se déroule en double ronde de 6 joueurs du 9 au 21 mai. À la cadence de 1H30 pour les 40 coups et 30 minutes pour le reste de la partie le tout avec un incrément de 30 secondes.
Le tournoi atteint une moyenne Elo de 2771 soit de catégorie 19.
Ivanchuk Vassily remporte le tournoi sur un score de 6,5/10 n’ayant perdu qu’une partie contre le cubain Bruzon Bastita Lazaro qui termine dernier du tournoi. Le tournoi est très bien suivi par la Fédération des échecs de Cuba.
| N° | Joueurs                  | Fédération (FIDE) | Classement Elo | 1   | 2   | 3   | 4   | 5   | 6   | Score (/10) |
| -- | ------------------------ | ----------------- | -------------- | --- | --- | --- | --- | --- | --- | ----------- |
| 1  | Ivantchouk, Vassili      | Ukraine           | 2776           | * * | ½ 1 | 1 1 | ½ ½ | ½ ½ | 0 1 | 6,5         |
| 2  | Le Quang, Liem           | Viêt Nam          | 2687           | ½ 0 | * * | ½ ½ | ½ 1 | ½ 1 | 1 1 | 6,5         |
| 3  | Andreikin, Dmitri        | Russie            | 2687           | 0 0 | ½ ½ | * * | ½ ½ | 1 ½ | 1 1 | 5,5         |
| 4  | Navara, David            | Tchéquie          | 2702           | ½ ½ | ½ 0 | ½ ½ | * * | ½ 0 | 1 1 | 5,0         |
| 5  | Dominguez Perez, Leinier | Cuba              | 2726           | ½ ½ | ½ 0 | 0 ½ | ½ 1 | * * | ½ ½ | 4,5         |
| 6  | Bruzon Batista, Lazaro   | Cuba              | 2693           | 1 0 | 0 0 | 0 0 | 0 0 | ½ ½ | * * | 2,0         |

### Édition 2012
Le tournoi se déroule en double ronde de 6 joueurs du 3 au 14 mai. À la cadence de 1H30 pour les 40 coups et 30 minutes pour le reste de la partie le tout avec un incrément de 30 secondes tournoi.
Le tournoi atteint une moyenne Elo de 2694 soit de catégorie 18. 
Ivanchuk Vassily remporte le tournoi invaincu sur un score de 6,5/10. Les parties étaient retransmisses en direct comme les années précédentes.
| N° | Joueurs                    | Fédération (FIDE) | Classement Elo | 1   | 2   | 3   | 4   | 5   | 6   | Score (/10) |
| -- | -------------------------- | ----------------- | -------------- | --- | --- | --- | --- | --- | --- | ----------- |
| 1  | Ivantchouk, Vassili        | Ukraine           | 2764           | * * | ½ ½ | 1 1 | ½ ½ | ½ ½ | 1 ½ | 6,5         |
| 2  | Nepomniachtchi, Ian        | Russie            | 2716           | ½ ½ | * * | ½ 0 | ½ ½ | ½ 1 | ½ 1 | 5,5         |
| 3  | Domininguez Perez, Leinier | Cuba              | 2725           | 0 0 | ½ 1 | * * | 1 ½ | ½ ½ | 1 ½ | 5,5         |
| 4  | Potkine, Vladimir          | Russie            | 2642           | ½ ½ | ½ ½ | 0 ½ | * * | 1 ½ | 0 ½ | 4,5         |
| 5  | Quezada Perez, Yuniesky    | Cuba              | 2625           | ½ ½ | ½ 0 | ½ ½ | 0 ½ | * * | 0 1 | 4,0         |
| 6  | Laznicka, Viktor           | Tchéquie          | 2693           | 0 ½ | ½ 0 | 0 ½ | 1 ½ | 1 0 | * * | 4,0         |

### Édition 2013
La 48e édition s'est déroulée à La Havane entre le 20 avril et le 1er mai 2013. 
| N° | Joueurs                    | Fédération (FIDE) | Classement Elo | 1   | 2   | 3   | 4   | 5   | 6   | Score (/10) | Perf. |
| -- | -------------------------- | ----------------- | -------------- | --- | --- | --- | --- | --- | --- | ----------- | ----- |
| 1  | Almasi, Zoltan             | Hongrie           | 2689           | * * | ½ 0 | ½ ½ | ½ ½ | 1 1 | 1 1 | 6,5         | 2800  |
| 2  | Quezada Perez, Yuniesky    | Cuba              | 2608           | ½ 1 | * * | ½ ½ | 1 ½ | ½ 0 | ½ 1 | 6           | 2778  |
| 3  | Domininguez Perez, Leinier | Cuba              | 2723           | ½ ½ | ½ ½ | * * | ½ 1 | ½ ½ | ½ 1 | 6           | 2755  |
| 4  | Andreikine, Dmitri         | Russie            | 2727           | ½ ½ | 0 ½ | ½ 0 | * * | ½ 1 | ½ ½ | 4,5         | 2646  |
| 5  | Inarkiev, Ernesto          | Russie            | 2688           | 0 0 | ½ 1 | ½ ½ | ½ 0 | * * | ½ ½ | 4,0         | 2618  |
| 6  | Harikrishna, Pentala       | Inde              | 2705           | 0 0 | ½ 0 | ½ ½ | ½ ½ | ½ ½ | * * | 3           | 2538  |

### Édition 2014
La 49e édition a eu lieu entre le 7 et le 18 mai 2014 à l'hôtel Habana Riviera à la Havane à Cuba.
| N° | Joueurs                  | Fédération (FIDE) | Classement Elo | 1   | 2   | 3   | 4   | 5   | 6   | Score (/10) | Perf |
| -- | ------------------------ | ----------------- | -------------- | --- | --- | --- | --- | --- | --- | ----------- | ---- |
| 1  | So, Wesley               | Philippines       | 2715           | * * | ½ ½ | ½ 1 | 1 ½ | 1 ½ | ½ ½ | 6,5         | 2829 |
| 2  | Bruzon Batista, Lazaro   | Cuba              | 2682           | ½ ½ | * * | ½ ½ | ½ ½ | 1 ½ | ½ ½ | 5,5         | 2765 |
| 3  | Dominguez Perez, Leinier | Cuba              | 2768           | ½ 0 | ½ ½ | * * | ½ ½ | 1 ½ | ½ ½ | 5           | 2711 |
| 4  | Almasi, Zoltan           | Hongrie           | 2693           | 0 ½ | ½ ½ | ½ ½ | * * | ½ 0 | 1 ½ | 4,5         | 2690 |
| 5  | Vallejo Pons, Francisco  | Espagne           | 2700           | 0 ½ | ½ 0 | 0 ½ | ½ 1 | * * | 1 ½ | 4,5         | 2689 |
| 6  | Ivantchouk, Vassili      | Ukraine           | 2753           | ½ ½ | ½ ½ | ½ ½ | 0 ½ | 0 ½ | * * | 4           | 2613 |

### Édition 2015
La 50e édition du Mémorial Capablanca a eu lieu du 15 au 25 juin 2015 au Salon des Ambassadeurs de l'hôtel Habana Libre, La Havane. La moyenne Elo était de 2716 soit un tournoi de catégorie XIX. Le tournoi se jouait en double ronde Tobin à la cadence de 90 minutes pour 40 coups et 30 minutes au K.O., le tout avec un incrément de 30 secondes par coup.
| N° | Joueurs                 | Fédération (FIDE) | Classement Elo | 1   | 2   | 3   | 4   | 5   | 6   | Score (/10) | Perf |
| -- | ----------------------- | ----------------- | -------------- | --- | --- | --- | --- | --- | --- | ----------- | ---- |
| 1  | Yu Yangyi               | Chili             | 2715           | * * | 1 0 | ½ ½ | 1 1 | 1 ½ | 1 ½ | 7           | 2864 |
| 2  | Dmitri Andreïkine       | Russie            | 2718           | 0 1 | * * | ½ ½ | ½ ½ | ½ ½ | 1 ½ | 5,5         | 2751 |
| 3  | Pavel Eljanov           | Ukraine           | 2718           | ½ ½ | ½ ½ | * * | ½ 0 | 1 1 | 0 1 | 5,5         | 2751 |
| 4  | Leinier Dominguez Perez | Cuba              | 2746           | 0 0 | ½ ½ | ½ 1 | * * | 1 0 | ½ ½ | 4,5         | 2673 |
| 5  | Ian Nepomniachtchi      | Russie            | 2720           | 0 ½ | ½ ½ | 0 0 | 0 1 | * * | ½ 1 | 4,0         | 2642 |
| 6  | Lazaro Bruzon Batista   | Cuba              | 2677           | 0 ½ | 0 ½ | 0 ½ | 1 0 | ½ 0 | * * | 3,5         | 2613 |

### Édition 2016
| N° | Joueurs               | Fédération (FIDE) | Classement Elo | 1   | 2   | 3   | 4   | 5   | 6   | Marque (/10) |
| -- | --------------------- | ----------------- | -------------- | --- | --- | --- | --- | --- | --- | ------------ |
| 1  | Ivantchouk, Vassili   | Ukraine           | 2710           | * * |     |     |     |     |     | 7            |
| 2  | Kryvoruutchko, Youriï | Ukraine           | 2682           |     | * * |     |     |     |     | 6            |
| 3  | Chéparinov, Ivan      | Bulgarie          | 2687           |     |     | * * |     |     |     | 5            |
| 4  | Almasi, Zoltan        | Hongrie           | 2688           |     |     |     | * * |     |     | 5            |
| 5  | Dominguez, Leinier    | Cuba              | 2723           |     |     |     |     | * * |     | 4,5          |
| 6  | Bruzon, Lazaro        | Cuba              | 2681           |     |     |     |     |     | * * | 2,5          |